# 강민준
강민준(姜玟準, 2003년 4월 8일 ~ )은 대한민국의 축구 선수로 포지션은 오른쪽 풀백이며 현재 K리그1 포항 스틸러스 소속이다.